# Scutellaria zaprjagaevii
Scutellaria zaprjagaevii là một loài thực vật có hoa trong họ Hoa môi. Loài này được Kochk. & Zhogoleva miêu tả khoa học đầu tiên năm 1986.